# Milk Cup
La Milk Cup è un torneo internazionale di calcio giovanile che si tiene ogni anno in Irlanda del Nord. La manifestazione si gioca principalmente nella zona della costa settentrionale del paese, con partite che si svolgono nelle città di Portrush, Portstewart, Castlerock, Limavady, Coleraine, Ballymoney e Ballymena. Insieme alla Foyle Cup, che si svolge contemporaneamente, la Milk Cup è uno dei tornei di calcio giovanile più importanti d'Europa.

## Storia
La Milk Cup è stata introdotta nel 1983 con sedici squadre partecipanti ad un torneo Under 16. Il Motherwell, dalla Scozia è stata la prima squadra ad imporsi.

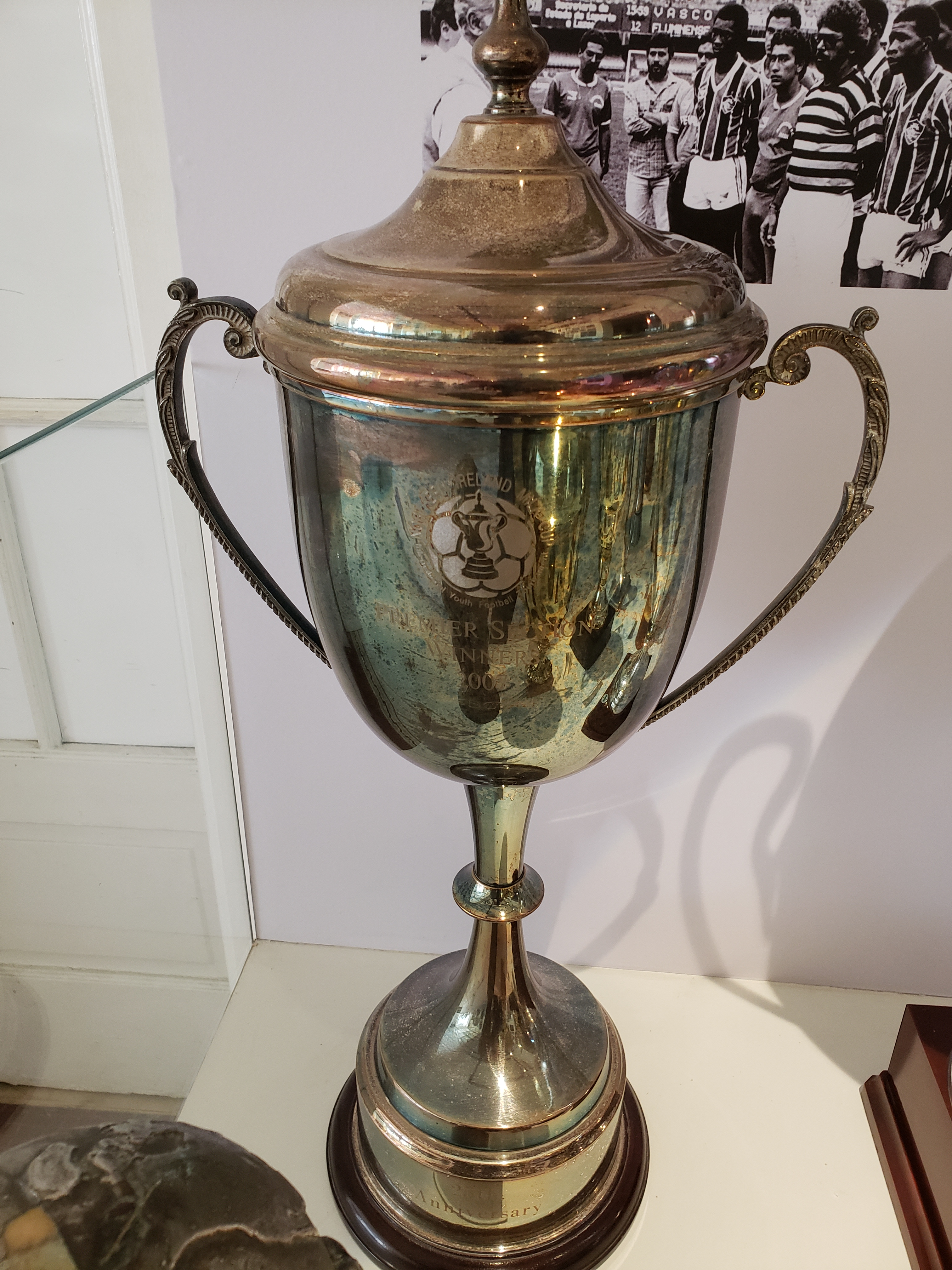
Milk Cup Sub-16 2007.

La competizione venne estese nel 1985, quando venne introdotto il torneo riservato agli Under 14 (Junior) ed anche in questo caso i primi vincitori provennero dalla Scozia, i Rangers Glasgow. Col passare degli anni il torneo è accresciuto di importanza e di dimensioni, con squadre che provennero da ogni parte del mondo per aggiudicarsi l'ambito trofeo. Nel 1995 fu introdotta la sezione degli Under 19, vinta dal Wesh Athletics, squadra del Galles. Tradizionalmente le finali si giocano al Coleraine Swowgrounds di venerdì sera.
Molti calciatori di fama internazionale, come per esempio Charlie Davies, Jonathan Spector, Paul Scholes e Wayne Rooney hanno preso parte alla Milk Cup nel corso degli anni.
Per celebrare i 25 anni di esistenza del torneo venne disputata un'amichevole tra l'Irlanda del Nord e l'Everton, quattro volte vincitore della competizione, al Coleraine Showgrounds il 14 luglio 2007. L'Everton vinse col punteggio di 2-0.
La curiosità della Milk Cup è l'inclusione delle squadre rappresentative per le sei regioni che compongono l'Irlanda del Nord, Antrim, Armagh, Down, Fermanagh, Londonderry e Tyrone. Con questo sistema i giovani calciatori delle contee hanno la possibilità di competere contro alcuni dei migliori giocatori del mondo.

## Copertura mediatica
Dal 2005 la Milk Cup viene trasmessa dalla BBC dell'Irlanda del Nord, prendendo il posto di Ulster Television. Ciò ha permesso una maggiore copertura mediatica dell'evento.
Alcune gare della Milk Cup sono visibili sul canale sportivo della BBC oppure all'indirizzo internet https://www.bbc.co.uk/northernireland/milkcup. La copertura è assicurata dal commento dei giornalisti sportivi della BBC, come Jackie Fullerton, Michael McNamee, Paul Gilmour e Joel Taggart.

## Vincitori
| Anno | Elite (U-19)     | Premier (U-16)  | Junior (U-14)     |
| ---- | ---------------- | --------------- | ----------------- |
| 1983 | Fondata nel 1995 | Motherwell      | Fondata nel 1985  |
| 1984 | Fondata nel 1995 | Rangers         | Fondata nel 1985  |
| 1985 | Fondata nel 1995 | Newcastle Utd   | Rangers           |
| 1986 | Fondata nel 1995 | Dundee United   | Craigavon United  |
| 1987 | Fondata nel 1995 | Crewe Alexandra | Dundee United     |
| 1988 | Fondata nel 1995 | Liverpool       | Home Farm         |
| 1989 | Fondata nel 1995 | Newcastle Utd   | Dungannon Swifts  |
| 1990 | Fondata nel 1995 | Tottenham       | Crewe Alexandra   |
| 1991 | Fondata nel 1995 | Manchester Utd  | Norwich City      |
| 1992 | Fondata nel 1995 | Rangers         | Norwich City      |
| 1993 | Fondata nel 1995 | Cherry Orchard  | Slovacchia        |
| 1994 | Fondata nel 1995 | Hearts          | Middlesbrough     |
| 1995 | Galles           | Russia          | Everton           |
| 1996 | Turchia          | Tottenham       | West Ham United   |
| 1997 | Irlanda del Nord | Middlesbrough   | West Ham United   |
| 1998 | Turchia          | Cile            | Crewe Alexandra   |
| 1999 | Vitória          | Crewe Alexandra | Manchester City   |
| 2000 | Cile             | Turchia         | Charlton Athletic |
| 2001 | Messico          | Paraguay        | Norwich City      |
| 2002 | Paraguay         | Leeds Utd       | Everton           |
| 2003 | Paraguay         | Manchester Utd  | Racing Avellaneda |
| 2004 | Turchia          | Hearts          | Maccabi Haifa     |
| 2005 | Stati Uniti      | Barcellona      | Lyngby            |
| 2006 | Paraguay         | Spartak Mosca   | Swindon Town      |
| 2007 | Israele          | Fluminense      | Guadalajara       |
| 2008 | Irlanda del Nord | Manchester Utd  | Everton           |
| 2009 | Irlanda del Nord | Manchester Utd  | Everton           |
| 2010 | Stati Uniti      | Étoile Lusitana | Chelsea           |
| 2011 | Danimarca        | Aspire          | Everton           |